# Quillota
Quillota é uma comuna da província de Quillota, localizada na Região de Valparaíso, Chile. Possui uma área de 302,0 km² e uma população de 75.916 habitantes (2002).